# Maison située 51 Bulevar Arsenija Čarnojevića à Sremska Mitrovica
La maison située 51 Bulevar Arsenija Čarnojevića à Sremska Mitrovica (en serbe cyrillique : Кућа у Булевару Арсенија Чарнојевића бр. 51 у Сремској Митровици ; en serbe latin : Kuća u Bulevaru Arsenija Čarnojevića br. 51 u Sremskoj Mitrovici) est située à Sremska Mitrovica, dans la province de Voïvodine, en Serbie. Elle est inscrite sur la liste des monuments culturels de grande importance de la république de Serbie (identifiant no SK 1332).

## Présentation
La maison a été construite dans la seconde moitié du XIXe siècle dans la localité de Kamenita ćuprija et elle se trouve aujourd'hui dans le Bulevar Arsenija Čarnojevića à Sremska Mitrovica. Elle constitue un exemple typique des maisons à l'époque de la Frontière militaire,.
L'édifice possède deux entrées dans l'alignement de la rue, l'une pour les piétons, l'autre pour les véhicules. Elle est construite sur une base rectangulaire avec des murs épais constitués de matériaux composites ; elle fait ainsi partie des maisons familiales de l'époque de sa construction. Comme la plupart des maisons de la région de Voïvodine, elle possède un pignon formé par un haut toit à deux pans recouvert de tuiles. La façade donnant la rue est simplement traitée ; un cordon mouluré sépare le rez-de-chaussée du pignon ; aux deux étages se trouvent des fenêtres disposées symétriquement et encadrées de moulures en plâtre.
Avec le temps, la maison a subi des modifications.